# Суперкубок Австрії з футболу
Суперку́бок А́встрії з футбо́лу — колишній одноматчевий турнір, у якому грають володар кубка Австрії та чемпіон попереднього сезону. У випадку, якщо кубок і чемпіонат виграла одна команда, то в суперкубку грають перша та друга команди чемпіонату. Проходив з 1986 по 2004 роки.

## Переможці
| Клуб          | Перемоги | Роки перемог                       |
| ------------- | -------- | ---------------------------------- |
| Аустрія В     | 6        | 1990, 1991, 1992, 1993, 2003, 2004 |
| Аустрія З     | 3        | 1994, 1995, 1997                   |
| Рапід         | 3        | 1986, 1987, 1988                   |
| Штурм         | 3        | 1996, 1998, 1999                   |
| Грацер        | 2        | 2000, 2002                         |
| Адміра Ваккер | 1        | 1989                               |
| Кернтен       | 1        | 2001                               |